# Liste des longs métrages kazakhs proposés à l'Oscar du meilleur film international
Cet article présente la liste des longs métrages kazakh proposés à l'Oscar du meilleur film international.

## Films proposés par le Kazakhstan
| Année (cérémonie) | Titre français                            | Titre original                | Réalisateur                                 | Résultat       |
| ----------------- | ----------------------------------------- | ----------------------------- | ------------------------------------------- | -------------- |
| 1993 (65e)        | La Chute d’Otrar                          | Отырардың күйреуі             | Ardak Amirkoulov                            | Non nommé      |
| 2007 (79e)        | Nomad                                     | Көшпенділер                   | Sergueï Bodrov, Talgat Temenov, Ivan Passer | Non nommé      |
| 2008 (80e)        | Mongol                                    | Моңғол                        | Sergueï Bodrov                              | Nommé          |
| 2009 (81e)        | Tulpan                                    | Қызғалдақ                     | Sergueï Dvortsevoï                          | Non nommé      |
| 2010 (82e)        | Kelin (en)                                | Келін                         | Ermek Toursounov                            | Présélectionné |
| 2011 (83e)        | Adaskan (kk)                              | Адасқан                       | Akan Satayev                                | Non nommé      |
| 2012 (84e)        | Vozvrachtchenie v «A» (ru)                | Возвращение в «А»             | Egor Kontchalovski (ru)                     | Non nommé      |
| 2013 (85e)        | Myn Bala, les guerriers de la steppe (kk) | Жаужүрек мың бала             | Akan Satayev                                | Non nommé      |
| 2014 (86e)        | Shal                                      | Шал                           | Ermek Toursounov                            | Non nommé      |
| 2016 (88e)        | Zhat                                      | Жат                           | Ermek Toursounov                            | Non nommé      |
| 2017 (89e)        | Amanat (kk)                               | Аманат                        | Satybaldy Narymbetov (kk)                   | Non nommé      |
| 2018 (90e)        | Anaga aparar jol (kk)                     | Анаға апарар жол              | Akan Satayev                                | Non nommé      |
| 2019 (91e)        | Ayka                                      | Айка                          | Sergueï Dvortsevoï                          | Présélectionné |
| 2020 (92e)        | Kazak khandygy: Altyne tak (gl)           | қазақ хандығының алтын тесігі | Rustem Abdrachev                            | Non nommé      |
| 2021 (93e)        | Platch velikoy stepi (uk)                 | Ұлы дала зары                 | Marina Kounarova                            | Non nommé      |
| 2022 (94e)        | Yellow Cat                                | Сары мысық                    | Adilkhan Erjanov                            | Non nommé      |
| 2023 (95e)        | Zhizn (gl)                                | Жизнь                         | Émir Bayğazin                               | Non nommé      |
| 2025 (97e)        | Bauryna salu                              | Баурына салу                  | Askhat Koutchintcherekov                    | Non nommé      |